# Coal River, British Columbia
Coal River är ett vattendrag i Kanada.   Det ligger i provinsen British Columbia, i den centrala delen av landet, 3 700 km väster om huvudstaden Ottawa.
I omgivningarna runt Coal River växer i huvudsak barrskog. Trakten runt Coal River är nära nog obefolkad, med mindre än två invånare per kvadratkilometer.